# 파브 바지
파브 바지(마라티어: पाव भाजी)는 걸쭉한 채소 커리인 바지에 빵(파브)을 곁들인 길거리 음식이다. 인도 마하라슈트라주 뭄바이에서 처음 만들어졌으며, 마하라슈트라주 외에 인접한 구자라트주에서도 즐겨 먹는다. 원래는 방직 공장 노동자들이 점심으로 먹던 패스트 푸드였다.

## 같이 보기
- 미살 파브
- 푸리 바지